# Okigwe
Okigwe é a terceira maior cidade, depois de Owerri e Orlu, no Imo (estado) da Nigéria. A cidade fica entre a linha ferroviária Port Harcourt-Enugu-Maiduguri. Assim, a cidade tornou-se uma grande cidade de trânsito de gado para sudeste e sul Sub-regiões da Nigéria. Okigwe tem uma população de 132.701 (censo de 2006). A maioria da população é composta por trabalhadores imigrantes de outros estados. 
A cidade de Okigwe foi o principal sítio hospedeiro da antiga Universidade Estadual do Imo (agora Universidade Estadual de Abia. Okigwe tem vários locais turísticos e históricos. O Colégio Governo Federal na cidade manteve-se uma das melhores escolas de unidade na Nigéria. Okigwe continua sendo um dos celeiros da Nigéria com o cultivo terraço praticado em suas terras montanhosas.  Okigwe também possui muitos pontos de relaxamento como Alexandra Suites & Hotels Ltd no estado de Imo, que está situado no 1 Alexandra Ave, Umuchima Road, Ubahu. A Catedral de Santa Maria em Okigwe é a sede da Diocese Católica Romana de Okigwe.